# 窪寺美穂子
窪寺 美穂子（くぼでら みほこ、1961年2月25日 - ）は、元青森放送アナウンサー。青森県黒石市出身。血液型B型。

## 略歴
共立女子大学家政学部被服学科卒業。「人との会話をスムーズにしたい」という目的でアナウンスアカデミーに通う。
大学卒業後は地元・青森で就職を希望していたが、1984年4月に中京テレビ放送に入社。中京テレビ時代はニュース、天気予報などを担当。1986年8月に中京テレビ退社、同年9月に青森放送入社（同期は4月入社の川村美緒子、佐藤義之、柿崎元子）。
「週刊SEE!SEE!SEE!」など、ヤングタイムのラジオ番組に出演していた当時は、「ミョンミョン」のニックネームで親しまれていたこともあった。

## 主な担当番組
- ズームイン!!朝!（青森地区担当キャスター）
- 東奥日報ニュース
- ハイローザ・それゆけトゥインクルカプセル
- ハイローザ・サウンドカプセル
- 週刊SEE!SEE!SEE!
- ナイトブリッジ・フォー・ユー「かぐや姫にPEEK・a・BOO」
- あおもりTODAY
- おはようワイドあおもり
- 金曜ワイドあおもり
- 日曜日はミュージック・ブレイク
- サウンドエッセイ
- RABニュースレーダー